# John Houbolt
John Cornelius Houbolt (Altoona, 10 aprile 1919 – Scarborough, 16 aprile 2014) è stato un ingegnere statunitense, il quale diede un contributo fondamentale allo sviluppo del programma Apollo.

## Biografia
Houbolt ha conseguito un bachelor (1940), un master (1942) in Ingegneria civile all'Università dell'Illinois e un PhD in tecnologia nel 1957 dall'ETH di Zurigo.
Il 5 maggio 2005 l'Università dell'Illinois - Urbana-Champaign lo ha insignito di una laurea ad honorem.
Negli ultimi anni di vita risiedette a Scarborough (Maine).

### Programma Apollo
Houbolt è conosciuto per essere stato il promotore del LOR, cioè il rendezvous in orbita lunare (Lunar orbit rendezvous) appoggiato per primo da Wernher von Braun nel giugno 1961 e scelto per il programma Apollo nel 1962. Questa cruciale decisione è stata giudicata come fondamentale per assicurare il raggiungimento della Luna da parte dell'uomo negli anni sessanta, come dichiarato dal presidente Kennedy, e per risparmiare tempo e miliardi di dollari usando la tecnologia preesistente.